# Nagano (thành phố)
Thành phố Nagano (長野市, Nagano-shi, Trường Dã thị) là một thành phố cấp vùng ở Nhật Bản và là thành phố trung tâm hành chính của tỉnh Nagano ở vùng Chūbu trên đảo Honshu.
Thành phố Nagano nằm ở phía Bắc của tỉnh Nagano nơi hợp lưu của sông Chikuma và sông Sai. Thành phố rộng 737,86 km² và có 378.059 người dân (2006). Thành phố được công nhận là một thành phố trung tâm vùng Chūbu vào năm 1999. Đây là nơi hay tổ chức các sự kiện thể thao mùa đông của Nhật Bản và thế giới. Năm 1998, Thế vận hội Mùa đông và Paralympic Mùa đông được tổ chức ở đây. Năm 2005, đại hội thể thao mùa đông đặc biệt thế giới cũng được tổ chức ở đây.
Ở thành phố Nagano có một số điểm tham quan đáng chú ý là công viên và bảo tàng (bao gồm cả chùa Zenkō) tại nơi ngày trước diễn ra Cuộc chiến Kawanakajima, các bãi trượt tuyết, trại nghỉ hè, v.v...